# Thomas Gutiérrez
Thomas Gutiérrez Serna (Mérida, Venezuela; 1 de marzo de 2000) es un futbolista venezolano-colombiano. Juega en la posición de defensa y su equipo actual es el Club Libertad de la Primera División de Paraguay.

## Trayectoria
Nacido en Venezuela, desde los dos meses de edad vive en Medellín y sus padres son colombianos.
La carrera deportiva de Thomas Gutiérrez comenzó en el Club Deportivo Estudiantil, un equipo de formación de Medellín, estando allí comenzó a ser convocado por las selecciones Colombia Sub-15 y Sub-17. En 2018 fue cedido a las divisiones menores del Deportivo Independiente Medellín, y de allí regresó al Estudiantil.

### En el fútbol argentino
Su llegada a las divisiones menores de River Plate de Argentina ocurrió en 2020 a préstamo con opción de compra y tuvo actuaciones destacadas, entre ellas en la Copa Libertadores Sub-20 de 2020 donde fue subcampeón. Su rendimiento hizo que en agosto de 2021 firmara su primer contrato con el primer equipo de River Plate, con vigencia hasta 2024. En enero de 2022, y con el objetivo de tener más rodaje, es cedido a Barracas Central.

### Deportivo Pereira
El 26 de diciembre del 2022 llega libre al club colombiano.

## Selección nacional
Desde la categoría Sub-15 ha sido internacional con la Selección Colombia, participando en dos torneos internacionales.
En 2025 decide nacionalizarse con la selección de futbol de Venezuela, debutando en un partido amistoso frente la selección de Estados Unidos.

### Participación en torneos internacionales
| Competición                            | Sede     | Resultado    |
| -------------------------------------- | -------- | ------------ |
| Campeonato Sudamericano Sub-15 de 2015 | Colombia | Primera fase |
| Juegos Bolivarianos 2017               | Colombia | Campeón      |
| Campeonato Sudamericano Sub-17 de 2017 | Chile    | Clasificado  |

### Participaciones en Copas del Mundo
| Mundial                     | Sede  | Resultado        | Partidos | Goles |
| --------------------------- | ----- | ---------------- | -------- | ----- |
| Copa Mundial Sub-17 de 2017 | India | Octavos de final | 0        | 0     |

## Clubes

### Formativo
| Club                   | País      | Año         |
| ---------------------- | --------- | ----------- |
| C. D. Estudiantil      | Colombia  | 2017        |
| Independiente Medellín | Colombia  | 2018        |
| C. D. Estudiantil      | Colombia  | 2019        |
| River Plate II         | Argentina | 2020 - 2021 |

### Profesional
| Club              | País      | Año           |
| ----------------- | --------- | ------------- |
| Barracas Central  | Argentina | 2022          |
| Deportivo Pereira | Colombia  | 2023          |
| Sportivo Ameliano | Paraguay  | 2022-2024     |
| Club Libertad     | Paraguay  | 2024-presente |

## Palmarés

### Títulos internacionales
| Título              | Equipo          | País     | Año  |
| ------------------- | --------------- | -------- | ---- |
| Juegos Bolivarianos | Colombia Sub-17 | Colombia | 2017 |
| Torneo Apertura     | Club Libertad   | Paraguay | 2025 |